# Bucranium taurifrons
Bucranium taurifrons es una especie de Arachnida del género Bucranium, de la familia Thomisidae, del orden Araneae. Es una especie de araña cangrejo que mimetizan a las hormigas y originaria de América del Sur. Al igual que la araña cangrejo Aphantochilus, imita a las hormigas del género Cephalotes (probablemente C. atratus), que son sus presas predilectas.

## Distribución
El cefalotórax es de color marrón amarillento, más pálido en la parte superior del caput. Su superficie está cubierta de pequeños tubérculos o granulosidades, entre los que hay diez o doce más fuertes, armados con espinas largas y fuertes. Los de estos tubérculos más fuertes están colocados en una línea transversal corta cerca de la hendidura torácica, y cada uno está armado con dos espinas, el resto tiene sólo una cada uno.
El clípeo es muy ancho, saliente y cuadrado. La altura del clípeo es igual a casi la mitad de la del espacio facial. Los ojos de los pares laterales son considerablemente más grandes que el resto. Las patas son de color marrón amarillento, algo teñidas de un tono más oscuro; las articulaciones genual, tibial y metatarsiana están marcadas longitudinalmente con una franja blanca. Los tarsos son iguales en longitud y fuerza a los metatarsos y tienen forma cilíndrica.
Los palpos, el maxilar, el labio y el esternón son de color similar a las patas. El abdomen es de un tono amarillento opaco teñido de marrón.
Bucranium taurifrons se distribuye por Venezuela, Guyana, Perú, Brasil y Paraguay.

## Taxonomía
Fue descrita científicamente por Octavius Pickard-Cambridge en 1881. La especie fue descrita bajo el protónimo Aphantochilus taurifrons, la única especie de Bucranium sinonimizada con Aphantochilus, y luego incluida en el género Bucranium por Benjamin en 2011. Tiene cierta similitud y asociación con otra especie suramericana, Bucranium spinigerum.
Tratamiento taxonómico
La especie aparece registrada y publicada en Proceedings of the Zoological Society of London, 49:3, página 772, con una lámina ilustrativa (Pl. LXVI) (1881).